# Dave Jordan
David Charles Jordan (sinh ngày 26 tháng 10 năm 1971) là một cầu thủ bóng đá người Anh. Ông có 2 lần ra sân ở Football League cho Gillingham.